# Elecciones estatales de Zacatecas de 2018
Las elecciones estatales de Zacatecas se realizaron el domingo 1 de julio de 2018, simultáneamente con las elecciones federales, en ellas se renovaron los siguientes cargos de elección popular:
- 30 diputados del Congreso del Estado. De los cuales 18 son electos por mayoría relativa y 12 por representación proporcional.
- 58 ayuntamientos. Compuestos por un presidente municipal y sus regidores. Electos para un periodo de tres años no reelegibles para el periodo siguiente.

## Resultados electorales

### Congreso del Estado de Zacatecas
|  | 26.92 % |

|  | 25.07 % |

|  | 12.28 % |

|  | 6.86 % |

|  | 6.57 % |

|  | 5.94 % |

|  | 4.33 % |

|  | 1.99 % |

|  | 1.99 % |

|  | 1.48 % |

|  | 0.88 % |

|  | 0.86 % |

|  | 0.80 % |

|  | 4.00 % |

|  | 100 % |

### Ayuntamientos
|  | 26.12 % |

|  | 24.70 % |

|  | 12.87 % |

|  | 7.53 % |

|  | 6.84 % |

|  | 6.18 % |

|  | 4.56 % |

|  | 2.30 % |

|  | 2.28 % |

|  | 1.31 % |

|  | 0.85 % |

|  | 0.83 % |

|  | 0.27 % |

|  | 96.62 % |

|  | 3.38 % |

|  | 64.44 % |